# Демидко Володимир Миколайович
Володимир Миколайович Демидко (* 12 лютого 1952, Донецьк  — пом. 10 листопада 2015) — український політик, народний депутат України, член Партії регіонів.

## Освіта
1980 р. — Московський гірничий інститут, спеціальність — «Технологія та комплексна розробка родовищ корисних копалин», кваліфікація — «Гірничий інженер»

## Трудова діяльність
1970–1973 рр. — робітник очисного вибою, кріпильник, підземний гірничий майстр шахти 17-17 «біс» комбінату «Донецьквугілля»
1973–1987 рр. — інженер технічного управління, провідний інженер Мінвуглепрому УРСР, помічник Міністра вугільної промисловості УРСР
1987–1991 рр. — помічник генерального директора Донецького державного виробничого об'єднання вугільної промисловості, помічник начальника «Головдонецьквугілля», головний інженер Управління Донецького округу Держгіртехнагляду УРСР
1991–1995 рр. — обіймав посади заступника головного інженера, заступника директора з виробництва шахти імені К. І. Поченкова виробничого об'єднання «Макіїввугілля»
1995–1998 рр. — головний інженер Донбаського наукового центру Академії гірничих наук України
1998–2000 рр. — голова Донецької обласної організації Ліберальної партії України
2000–2005 рр. — начальник управління з питань внутрішньої політики, заступник голови Донецької обласної державної адміністрації
З березня 2005 року по серпень 2006 року — керівник апарату Донецького обласного відділення Партії регіонів
Із серпня по вересень 2006 року — перший заступник керівника Служби Прем'єр-міністра України
2006–2007 рр. — народний депутат України 5-го скликання
2007–2012 рр. — народний депутат України 6-го скликання
2012 р. — народний депутат України 7-го скликання

## Громадська діяльність
2006–2007 рр. — радник Прем'єр-міністра України на громадських засадах
2010–2014 рр. — радник Президента України на громадських засадах

## Сім'я
Одружений. Дружина — Любов Миколаївна
син — Дмитро (1974 р.н.) — менеджер
син — Євген (1981 р.н.)

## Ресурси інтернет
- Довідник «Хто є хто в Україні», видавництво «К. І.С» [Архівовано 21 лютого 2022 у Wayback Machine.]